# Государев титул

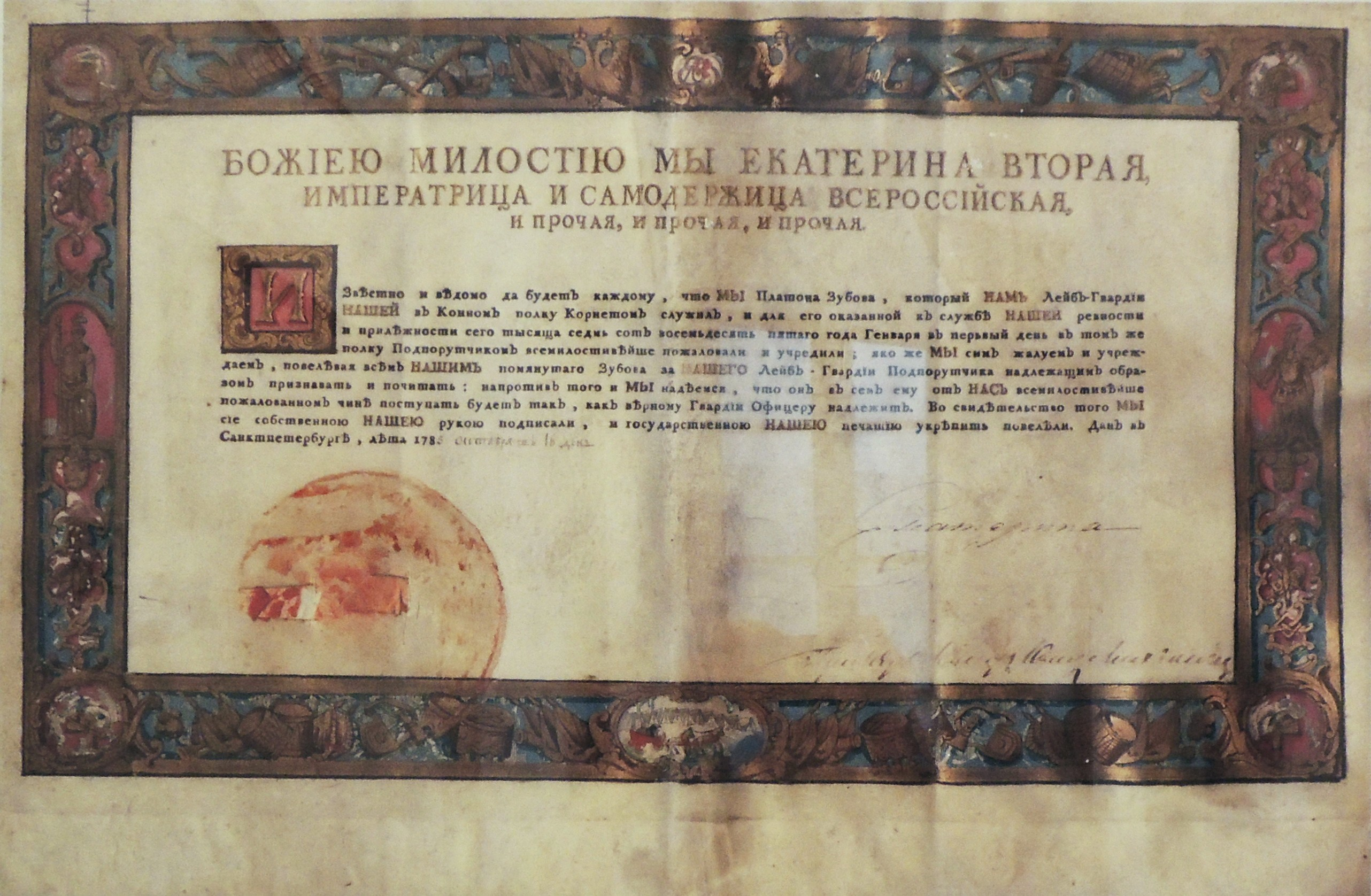
Краткое перечисление титула Государыни Российской Екатерины II, в котором полный текст для экономии времени и чернил заменен формулировкой «и прочая, и прочая, и прочая».

«Божиею милостию мы, пресветлейший и державнейший великий государь и великий князь Петр Алексеевич всея Великия и Малыя и Белыя России самодержец: Московский, Киевский, Владимирский, Новгородский, царь Казанский, царь Астраханский и царь Сибирский, государь Псковский, великий князь Смоленский, Тверский, Югорский, Пермский, Вятцкий, Болгарский и иных, государь и великий князь Новагорода Низовския земли, Черниговский, Рязанский, Ростовский, Ярославский, Белозерский, Удорский, Обдорский, Кондийский и всея северные страны повелитель, и государь Иверския земли, Карталинских и Грузинских царей, и Кабардинские земли, Черкасских и Горских князей и иных многих государств и земель Восточных и Западных и Северных Отчичь и Дедичь и наследник и государь и обладатель».
Государев титул («титла царская большая» и «титла царская малыя») — наименование титула правителя Российского государства, включающее полное перечисление земель (царств, княжеств и так далее), входивших на тот момент в его владения.
Изменялся в связи со сменой правителя на престоле и в процессе прироста земель России в связи с возвращением, вхождением, завоеваниями и не только.

## Значение
Искажающие государев титул подвергались наказанию. Именование русского монарха государевым титулом в полном объёме зачастую становилось предметом дискуссии с послами иностранных государств: «[Царь посылал в Варшаву] с жалобою на приходивших в Москву уполномоченных от короля, что они в своих бумагах царского титула не дописывали, к бесчестию государя, и с требованием казнить виновных смертию».
Повышенным вниманием к вопросу царского титулования отмечено время царствования Алексея Михайловича. Титул все более превращался в видоизменяемую, подвижную формулировку, при помощи которой решались как масштабные, так и текущие политические задачи.

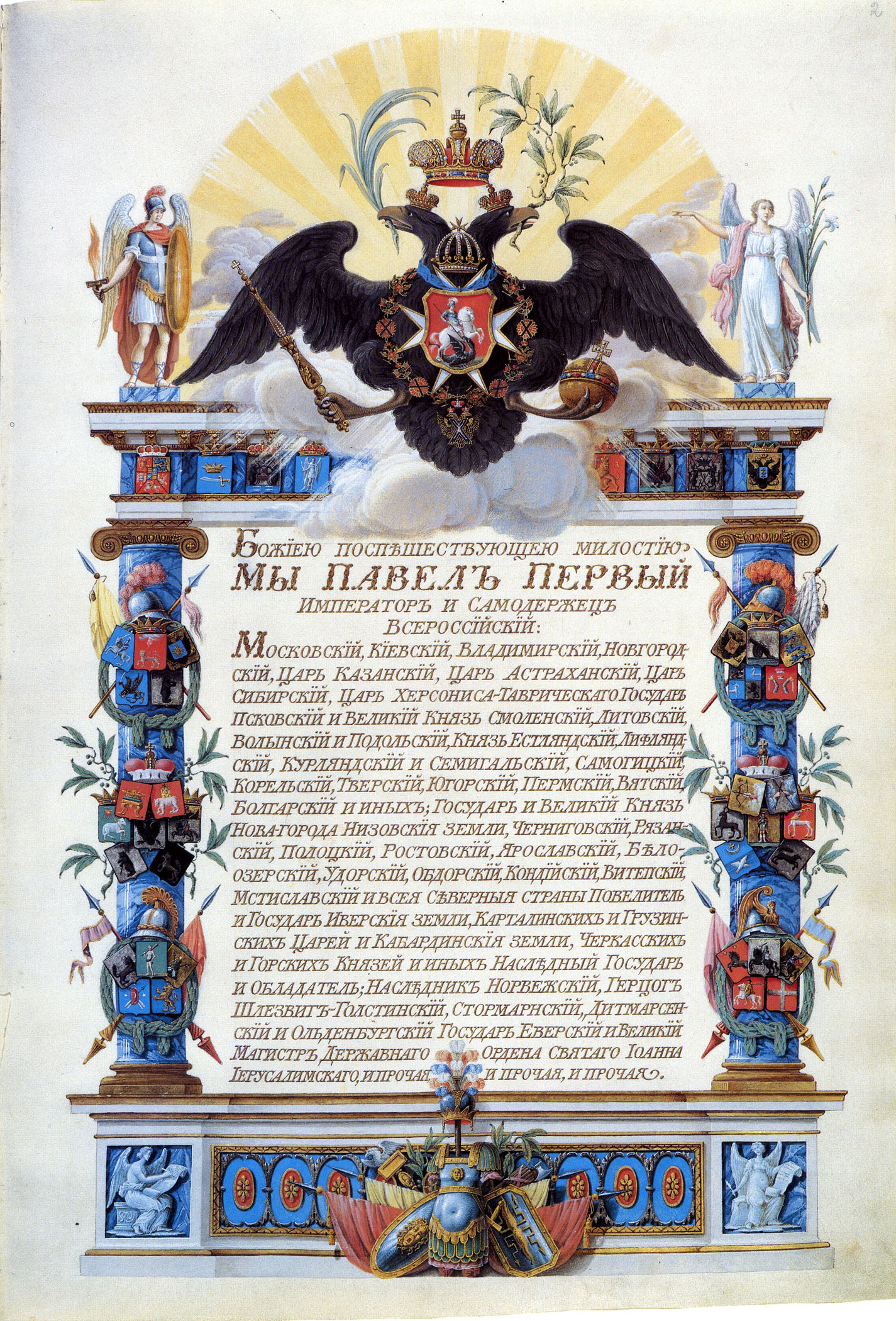
Большой титул императора Павла I (из Манифеста 1800 г.)

## «Большой» и «малый» титул
Существовали два типа титула:
- Большой — полный и пространный.
- Малый — краткий.

Использовался в надписи на великокняжеской или царской печати, которая тоже бывала двух типов — Большая и Малая, в зависимости от употребленного титула. Каждая из них прикладывалась к тем грамотам, где упоминался и соответственный царский титул, чтобы не нарушался закон строгого соответствия между титулом государя в грамоте и на печати.

### Хронология
«Иван Божиею милостию господарь всея Руси, Великий князь Володимерский, Московский, Новградьский и иных».
- Дмитрий Шемяка и вслед за ним Василий II Тёмный на своих монетах использовали титул «господарь всея Руси» (либо «господарь земли русской»)[4].
- Иван III слово «Господарь» меняет на «Божиею милостию господарь» (иногда «Божиею милостию великий господарь»)[5], а также по мере захвата соседних государств включал в титул названия наиболее значимых ликвидируемых государств (например, великих княжеств). В 1501 году были включены уральские титулы (Удорский, Обдорский и Кондийский). Также из титула было изъято отчество, а добавлена Болгария[6].
- Василий III добавляет титул «Государь Псковский» в 1509 г. и «великий князь Смоленский» в 1514 г.[7]
- Иван IV добавляет в большой государев титул: «Государь Ливонския земли» (или «Государь Лифляндский»), «Царь Сибирский», «Великий князь Смоленский и Полоцкий» и начинает титуловать себя «Царь»[8].
- Лжедмитрий I утвердил следующее содержание своего титула: «Мы, пресветлейший и непобедимейший Монарх Дмитрий Иванович, Божиею милостию, Цесарь и Великий Князь всея России, и всех Татарских царств и иных многих Московской монархии покоренных областей Государь и Царь» (титул перестал употребляться после падения Лжедмитрия)[9].
- В 1625 году царь Михаил Федорович прибавил «Самодержец». По другим данным, Михаил Фёдорович не получил титул «Самодержца», хотя и сохранил титулы «царь» и «государь»[10]. При нём же в титул добавляется фраза: «Повелитель и Государь Иверския земли, Карталинских и Грузинских царей и Кабардинския земли, Черкасских и Горских Князей».
- C 1654—1655[11] гг. при царе Алексее Михайловиче титул был дополнен новой формулировкой «…Государь, Царь и Великий князь всея Великия и Малыя и Белыя России Самодержец» в результате войны с Речью Посполитой и завоевания Россией ряда территорий.
- Ряд наименований был введен в царский титул указом 1667 г. после Андрусовского перемирия, когда возвратились Малороссия и Смоленск, на большой государственной печати царя Алексея Михайловича, равно как царей Иоанна и Петра Алексеевичей стала надпись:

Пресветлейший и державнейший великий государь и великий князь Петр Алексеевич всея Великия и Малыя и Белыя России самодержец: Московский, Киевский, Владимерский, Новгородский, царь Казанский, царь Астраханский и царь Сибирский, государь Псковский, великий князь Смоленский, Тверский, Югорский, Пермский, Вятцкий, Болгарский и иных, государь и великий князь Новагорода Низовския земли, Черниговский, Рязанский, Ростовский, Ярославский, Белозерский, Удорский, Обдорский, Кондийский и всея северныя страны повелитель, и государь Иверския земли, Карталинских и Грузинских царей, и Кабардинские земли, Черкасских и Горских князей и иных многих государств и земель Восточных и Западных и Северных Отчичь и Дедичь и наследник и государь и обладатель.

- С 1682 году соправителями были Иван и Пётр и наименования титула писались во множественном числе. До 1689 г., пока регентом при малолетних царях была царевна Софья, она также упоминалась в титуле, который начинался в то время словами: «Божиею милостью, Мы, Великие Государи, Цари и Великие князи, Иоанн Алексеевич, Пётр Алексеевич, и Великая Государыня благоверная царевна и Великая княжна София Алексеевна всея Великия и Малыя и Белыя России Самодержцы…». После удаления Софьи упоминание о ней из титула исключается.
- По результатам Ништадтского мира включён «Князь Лифляндский, Эстляндский и Карельский»[12]
- С 22 октября (2 ноября) 1721 фраза большого титула «Великий государь, царь всея Великия и Малыя и Белыя России самодержец» менялась на «Мы, Пётр Первый, император и самодержец Всероссийский», титул «государыня царица и великая княгиня» — на «её величество императрица»[13].
- 25 декабря 1761 (5 января 1762) — Пётр III добавляет титулы «Наследник Норвежский, Герцог Шлезвиг-Голстинский, Стормарнский, и Дитмарсенский, Граф Ольденбургский и Дельменгорстский»[14].
- 2 (13) июля 1762 — при Екатерине II упраздняется титул «Наследница Норвежская, Герцогиня Шлезвиг-Голстинская, Стормарнская, и Дитмарсенская, Графиня Ольденбургская и Дельменгорстская»[15].
- 2 (13) февраля 1784 — Екатерина II принимает титулы «Царица Херсониса Таврического», «Великая княгиня Полоцкая», «Великая княгиня Витебская», «Великая княгиня Мстиславская»[16].
- Павел I добавляет в титул члены «Государь Иверския, Карталинския, Грузинския и Кабардинския земли»[17] и «Государь Еверскии» (имеется в виду прусское княжество Иевер — наследственное владение Ангальт-Цербстских)[18], а с 1798 г. также — «Великий Магистр ордена св. Иоанна Иерусалимского» (данная часть титула после смерти Павла употребляться перестала).

- 18 (30) мая 1801 — Александр I отрекается от титула «Государь Еверский и Великий Магистр Державнаго Ордена Святого Иоанна Иерусалимского».
- 25 декабря 1808 (6 января 1809) — Александр I принимает титул «Великий Князь Финляндский»[19].
- 6 (18) июня 1815 — Александр I принимает титул «Царь Польский»[20].
- 25 марта (6 апреля) 1828 — Николай I принимает титул «Государь Армянския области»[21].
- 3 (15) ноября 1882 — Александр III принимает титулы «Царь Грузинский» и «Государь Туркестанский»[22].
- К концу монархического правления в России (1917 г.) большой титул Всероссийских императоров, согласно ст. 59 Свода законов Российской империи, формулировался так:

«Божіею поспѣшествующею милостію, Мы, NN, Императоръ и Самодержецъ Всероссійскій, Московскій, Кіевскій, Владимірскій, Новгородскій; Царь Казанскій, Царь Астраханскій, Царь Польскій, Царь Сибирскій, Царь Херсониса Таврическаго, Царь Грузинскій; Государь Псковскій и Великій Князь Смоленскій, Литовскій, Волынскій, Подольскій и Финляндскій; Князь Эстляндскій, Лифляндскій, Курляндскій и Семигальскій, Самогитскій, Бѣлостокскій, Корельскій, Тверскій, Югорскій, Пермскій, Вятскій, Болгарскій и иныхъ; Государь и Великій Князь Новагорода низовскія земли, Черниговскій, Рязанскій, Полотскій, Ростовскій, Ярославскій, Бѣлозерскій, Удорскій, Обдорскій, Кондійскій, Витебскій, Мстиславскій и всея сѣверныя страны Повелитель и Государь Иверскія, Карталинскія и Кабардинскія земли и области Арменскія; Черкасскихъ и Горскихъ князей и иныхъ наслѣдный Государь и Обладатель; Государь Туркестанскій, Наслѣдникъ Норвежскій, Герцогъ Шлезвигъ-Голстинскій, Стормарнскій, Дитмарсенскій и Ольденбургскій и прочая, и прочая, и прочая».

## В международных отношениях
Титулование русских монархов в иностранных документах в допетровскую эпоху не совпадало с официально принятым в России, но также отражало их статус как государей всея Руси. Так, в 1493 году в договоре с королём Дании Иван III был назван «императором всея Руси» (totius Rutzsie Imperator). В письме императора Священной Римской империи от 3 августа 1514 года к Василию III он был титулован как «Император и Правитель Русского мира» (Imperator et Dominator universorum Rhutenorum). В 1590 году патриарх Константинопольский в грамоте об утверждении Московского Патриархата называет царя Федора Ивановича «самодержец царь всеа земли Росийские, Московский, Казанский, Астороханский, Новгородцкий и иных православных христьян господин». После официального принятия русским монархом титула императора в 1721 году Пруссия и Голландия немедленно признали новый титул, Швеция признала в 1723 году, Турция — в 1739, Великобритания  — в 1742, Франция и Священная Римская империя — в 1745, Испания — в 1759, Польша — в 1764.

## В историографии
Использование цифр в обозначениях титулов царей было впервые введено царем Петром I при принятии Императорского титула в 1721 году — до этого момента все великие князья и цари именовались, как правило, по именам и отчествам. Первую попытку использовать цифровые обозначения в титулах великих князей и царей, правящих до Петра Алексеевича, попытался ввести В.Н. Татищев в 1720−30 годах. Таким образом у него Василий Дмитриевич, сын великого князя Дмитрия Донского, именовался великим князем Василием II, Иван Васильевич Грозный именовался великим князем Иоанном V, а Иван Иванович Молодой — Иоанном IV. Тем не менее, его нумерация не получила дальнейшего распространения.
В 1740 году, когда на российский престол вступил Император Иоанн Антонович, по решению Правительствующего Сената и Святейшего Правительствующего Синода официально была введена уточняющая цифровая приставка и его титул стал звучать как Император Иоанн III Антонович Всея Руси, его прадед получил уточненный титул царь Иоанн II Алексеевич Всея Росии, а царь Иван Васильевич Грозный получил уточненный титул царь Иоанн I Васильевич Всея Руси.
Позже, в 1818 году, Николай Карамзин в своей «Истории Государства Российского» ввёл в историографию новое исчисление царей, начиная от Ивана Калиты, таким образом Иван I Васильевич (Грозный) стал именоваться как Иван IV Васильевич, эта схема сохраняется и по сей день.

## В изобразительном искусстве

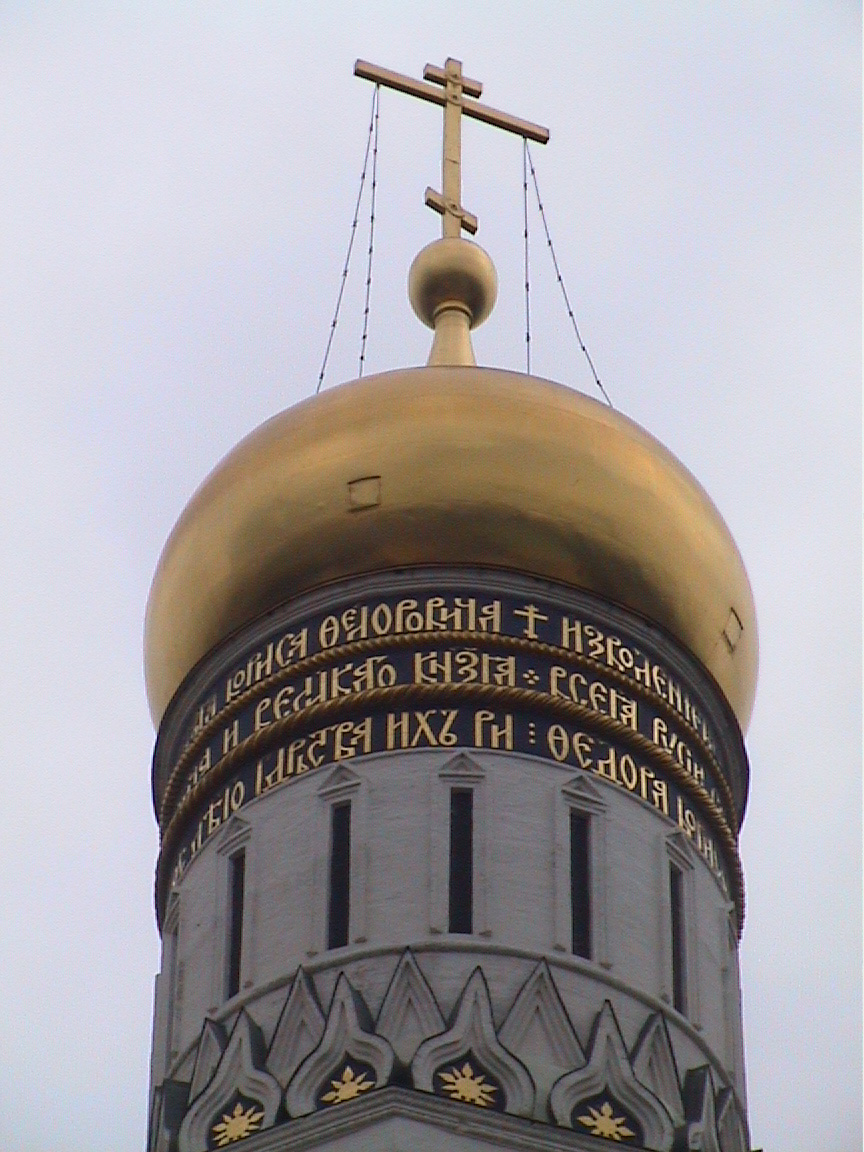
Единственная дошедшая до нашего времени медная надпись с сокращенным государевым титулом была сделана по велению Бориса Годунова при надстройке колокольни Ивана Великого.

Изобразительное воплощение государева титула включало эмблемы или гербы этих земель (см., например, Царский титулярник). Часто он помещался на рельефах царских построек
«Древнейшей надписью с царским титулом является плита со Спасской башни, где надпись дана по-латыни. В ней содержится девять наименований. Царский титул имела надпись во фризе Грановитой палаты, выполненная из медных листов. К сожалению, её текст утрачен, поэтому можно только предположить, что она была написана на русском языке и имела древнее происхождение. Аналогичная надпись из меди опоясывала фриз Золотой Средней палаты. Она была выполнена при Иване Грозном в 1561 году и содержала одиннадцать наименований»
В Музеях Московского Кремля находится строительная плита белого камня со Спасской башни Кремля, относящаяся к 1491 году. На её лицевой стороне вырезан латинский текст, гласящий:
|                                 | Ioannes[,] Vasilii [filius,] Dei gratia magnvs dvx Volodimeriæ[,] Moscoviæ[,] Novogardiæ[,] Tiferiæ[,] Plescoviæ[,] Veticiæ[,] Ongariæ[,] Permiie[,] Bvolgariæ et alias totivsq[ue], Raxiæ d[omi]nvs[,] an[n]o 30 imperii svi has tvrres co[n]dere f[ecit] et statvit Petrvs Antonivs Solarivs Mediolanensis an[n]o n[ativit]a[tis] D[omi]ni 1491 K[alendis] M[artiis] i[ussit] p[onere]. |  | Иоанн Васильевич, Божьей милостью великий князь Владимирский, Московский, Новгородский, Тверской, Псковский, Вятский, Югорский, Пермский, Булгарский и других земель, и государь всей России, в 30-й год своего правления повелел соорудить эти башни, и [их] построил миланец Петр Антоний Солари, в 1491 году от воплощения Господня в мартовские календы приказав заложить. |  |
| Введение в латинскую эпиграфику | |  | |  |

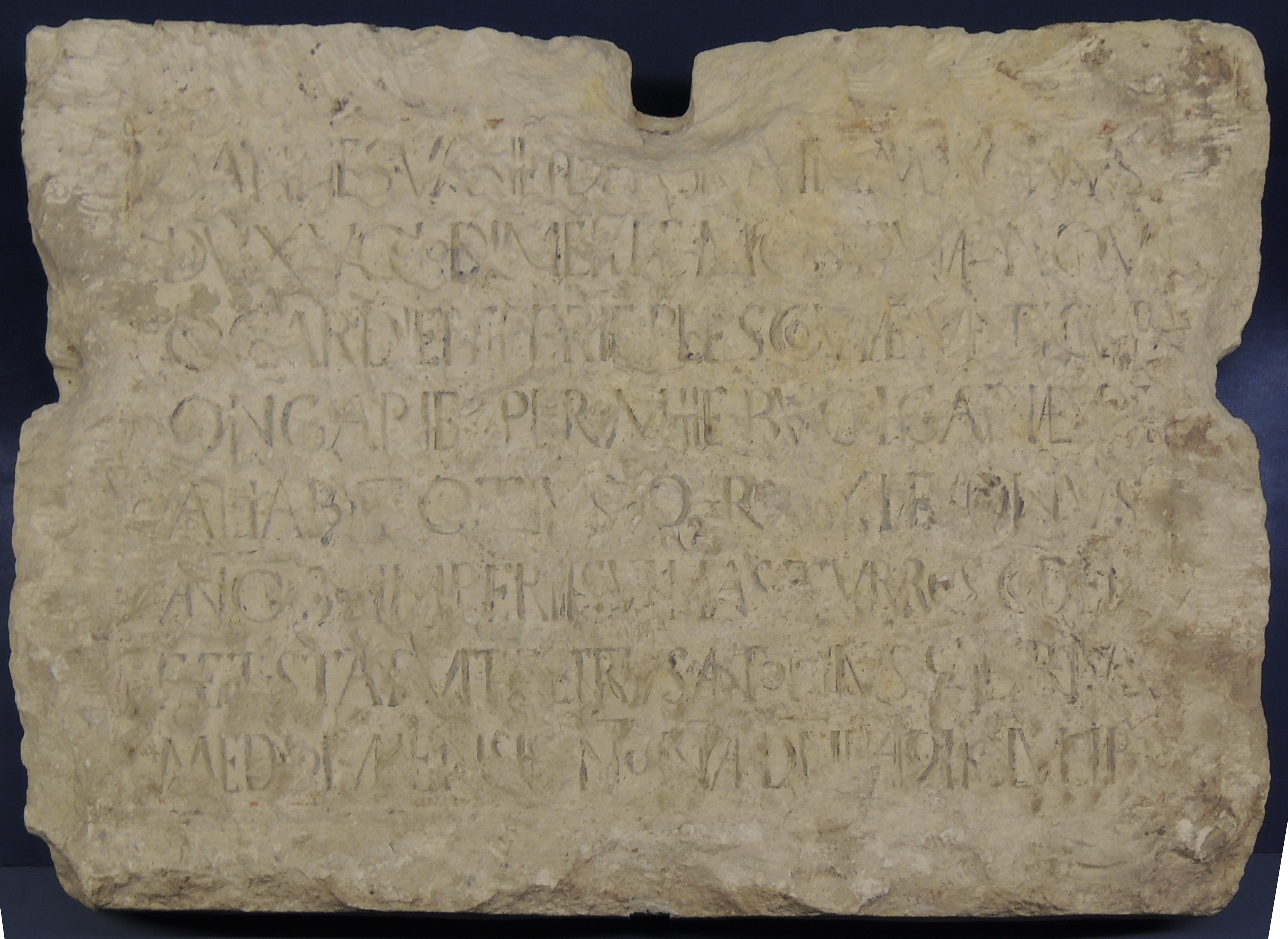
Оригинальная табличка, хранящаяся в музее Кремля

Плита была вмонтирована во время грандиозной перестройки Кремля, затеянной Иваном III.
«На фоне суровых башен кремлёвской цитадели своеобразной декоративной вставкой служила плита с латинским текстом, установленная в 1491 году в честь закладки Спасской, Никольской и Константино-Еленинской башен. Она была помещена в кладку над проездной аркой Спасской башни. Плита имела полихромную окраску — темно-синие буквы на розовом фоне. Особый интерес плита представляет тем, что она была первым монументальным памятником эпиграфики эпохи Ивана III, где был приведен полный титул великого князя Московского, зафиксировано объединение русских княжеств под эгидой Москвы и образование нового государства. Плита с латинским текстом подчеркивала европейский характер московской столицы, и её текст был понятен европейским послам, въезжавшим в Кремль через главные ворота города».
С внутренней стороны той же башни над проезжей частью висит аналогичная плита с древнерусским текстом со следами позолоты:
|  | В лѣто ҂ѕцчѳ҃ · їꙋлїа. Божїею милостию · сдѣлана бысⷮ сїа стрѣлница · повелѣніемъ іѡанна васільевіча грⷣа и самодръжца всеѧ рꙋсиі · и великого кн҃ѕѧ · володимерьского · и московского · и новогородского · и псковского · и тверъского · и югорского · и ватского · и пермьского · и болгарскаго · и иныⷯ въ л҃е лѣто грⷣьства єго а дѣлалꙸ петръ антонїсъ · ѿ града медіѡлана |  | В июле 6999 года [от сотворения мира] Божьей милостью сооружена была эта башня повелением Иоанна Васильевича, государя и самодержца всей Руси и великого князя Владимирского, Московского, Новгородского, Псковского, Тверского, Югорского, Вятского, Пермского, Булгарского и других [земель], в 30-й год его правления, а строил [башню] Пётр Антоний из города Милана |  |
|  | |  | |  |